# Cystobasidiaceae
Cystobasidiaceae Gäum. – rodzina grzybów z rzędu Cystobasidiales.

## Systematyka
Pozycja w klasyfikacji według Index Fungorum: Cystobasidiales, Incertae sedis, Cystobasidiomycetes, Pucciniomycotina, Basidiomycota, Fungi.
Według aktualizowanej klasyfikacji Index Fungorum bazującej na Dictionary of the Fungi do rodziny tej należą rodzaje:
- Cystobasidium (Lagerh.) Neuhoff 1924
- Occultifur Oberw. 1990